# مترو ناغويا
مترو أنفاق ناغويا (باليابانية: 名古屋市営地下鉄) هو نظام النقل السريع تحت الأرض في مدينة ناغويا عاصمة محافظة آيتشي، اليابان.
تم إنشاء المترو عام 1957 ، ويضم 7 خطوط و 87 محطة ويبلغ طوله 93.3 كيلومترًا. 